# Qualificações para o Campeonato Europeu de Futebol de 2020 – Grupo J
O Grupo J das Qualificações para o Campeonato Europeu de Futebol de 2020 foi um dos dez grupos que decidiu os participantes do Campeonato Europeu de Futebol de 2020. As duas melhores seleções se classificaram.

## Classificação
|  | Equipes qualificadas para o Campeonato Europeu de Futebol de 2020 |
|  | Equipes classificadas para a repescagem                           |
|  | Equipes eliminadas                                                |

| Pos | Equipe               | Pts | J  | V  | E | D | GP | GC | SG  | Classificado                     |  | Itália | Finlândia | Grécia | Bósnia e Herzegovina | Arménia | Liechtenstein |
| --- | -------------------- | --- | -- | -- | - | - | -- | -- | --- | -------------------------------- |  | ------ | --------- | ------ | -------------------- | ------- | ------------- |
| 1   | Itália               | 30  | 10 | 10 | 0 | 0 | 37 | 4  | +33 | Qualificado para o Eurocopa 2020 |  | —      | 2–0       | 2–0    | 2–1                  | 9–1     | 6–0           |
| 2   | Finlândia            | 18  | 10 | 6  | 0 | 4 | 16 | 10 | +6  | Qualificado para o Eurocopa 2020 |  | 1–2    | —         | 1–0    | 2–0                  | 3–0     | 3–0           |
| 3   | Grécia               | 14  | 10 | 4  | 2 | 4 | 12 | 14 | −2  | Eliminado                        |  | 0–3    | 2–1       | —      | 2–1                  | 2–3     | 1–1           |
| 4   | Bósnia e Herzegovina | 13  | 10 | 4  | 1 | 5 | 20 | 17 | +3  | Avança para a repescagem         |  | 0–3    | 4–1       | 2–2    | —                    | 2–1     | 5–0           |
| 5   | Armênia              | 10  | 10 | 3  | 1 | 6 | 14 | 25 | −11 | Eliminado                        |  | 1–3    | 0–2       | 0–1    | 4–2                  | —       | 3–0           |
| 6   | Liechtenstein        | 2   | 10 | 0  | 2 | 8 | 2  | 31 | −29 | Eliminado                        |  | 0–5    | 0–2       | 0–2    | 0–3                  | 1–1     | —             |

## Partidas
As partidas foram divulgadas pela UEFA em 2 de dezembro de 2018. Para as partidas em março e novembro foi utilizado o fuso horário UTC+1 e para o restante foi seguido o fuso horário UTC+2.
| 23 de março de 2019 | Bósnia e Herzegovina       | 2 – 1     | Armênia                | Stadion Grbavica, Sarajevo                |
| 20:45               | Krunić 33' · Milošević 80' | Relatório | Mkhitaryan 90+3' (pen) | Público: 10 000 Árbitro: DEN Jakob Kehlet |

| 23 de março de 2019 | Itália                | 2 – 0     | Finlândia | Estádio Friuli, Údine                      |
| 20:45               | Barella 7' · Kean 74' | Relatório |           | Público: 24 000 Árbitro: ISR Orel Grinfeld |

| 23 de março de 2019 | Liechtenstein | 0 – 2     | Grécia                      | Rheinpark Stadion, Vaduz                      |
| 20:45               |               | Relatório | Fortounis 45+1' · Donis 80' | Público: 2 711 Árbitro: BEL Alexandre Boucaut |

| 26 de março de 2019 | Armênia | 0 – 2     | Finlândia              | Estádio Republicano, Erevan                   |
| 18:00               |         | Relatório | Jensen 14' · Soiri 78' | Público: 12 900 Árbitro: MNE Nikola Dabanović |

| 26 de março de 2019 | Bósnia e Herzegovina   | 2 – 2     | Grécia                            | Estádio Bilino Polje, Zenica                |
| 20:45               | Višća 10' · Pjanić 15' | Relatório | Fortounis 64' (pen) · Kolovos 85' | Público: 10 500 Árbitro: NED Danny Makkelie |

| 26 de março de 2019 | Itália                                                                                    | 6 – 0     | Liechtenstein | Estádio Ennio Tardini, Parma                 |
| 20:45               | Sensi 17' · Verratti 32' · Quagliarella 35' (pen), 45+3' (pen) · Kean 69' · Pavoletti 76' | Relatório |               | Público: 19 834 Árbitro: RUS Kirill Levnikov |

| 8 de junho de 2019 | Armênia                                          | 3 – 0     | Liechtenstein | Estádio Republicano, Erevan              |
| 18:00              | Ghazaryan 2' · Karapetian 18' · Barseghyan 90+1' | Relatório |               | Público: 9 200 Árbitro: BUL Nikola Popov |

| 8 de junho de 2019 | Finlândia      | 2 – 0     | Bósnia e Herzegovina | Estádio de Tampere, Tampere                   |
| 18:00              | Pukki 56', 68' | Relatório |                      | Público: 16 103 Árbitro: POL Daniel Stefanski |

| 8 de junho de 2019 | Grécia | 0 – 3     | Itália                                  | Estádio Olímpico, Atenas                    |
| 20:45              |        | Relatório | Barella 23' · Insigne 30' · Bonucci 33' | Público: 19 828 Árbitro: ENG Anthony Taylor |

| 11 de junho de 2019 | Grécia                   | 2 – 3     | Armênia                                        | Estádio Olímpico, Atenas                  |
| 20:45               | Zeca 54' · Fortounis 87' | Relatório | Karapetian 8' · Ghazaryan 33' · Barseghyan 74' | Público: 7 011 Árbitro: EST Kristo Tohver |

| 11 de junho de 2019 | Itália                     | 2 – 1     | Bósnia e Herzegovina | Juventus Stadium, Turim                               |
| 20:45               | Insigne 49' · Verratti 86' | Relatório | Džeko 32'            | Público: 29 100 Árbitro: ESP Xavier Estrada Fernández |

| 11 de junho de 2019 | Liechtenstein | 0 – 2     | Finlândia               | Rheinpark Stadion, Vaduz              |
| 20:45               |               | Relatório | Pukki 37' · Källman 57' | Público: 2 160 Árbitro: DEN Jens Maae |

| 5 de setembro de 2019 | Armênia        | 1 – 3     | Itália                                | Estádio Republicano, Erevan                 |
| 18:00                 | Karapetian 11' | Relatório | Belotti 28', 80' · Lo. Pellegrini 77' | Público: 13 680 Árbitro: GER Daniel Siebert |

| 5 de setembro de 2019 | Bósnia e Herzegovina                                      | 5 – 0     | Liechtenstein | Estádio Bilino Polje, Zenica             |
| 20:45                 | Gojak 11', 89' · Malin 80' (g.c.) · Džeko 85' · Višća 87' | Relatório |               | Público: 3 825 Árbitro: SWE Glenn Nyberg |

| 5 de setembro de 2019 | Finlândia       | 1 – 0     | Grécia | Estádio de Tampere, Tampere                |
| 20:45                 | Pukki 52' (pen) | Relatório |        | Público: 16 163 Árbitro: ESP Juan Martínez |

| 8 de setembro de 2019 | Armênia                                                      | 4 – 2     | Bósnia e Herzegovina    | Estádio Republicano, Erevan                 |
| 15:00                 | Mkhitaryan 3', 66' · Hambartsumyan 77' · Lončar 90+5' (g.c.) | Relatório | Džeko 13' · Gojak 70' · | Público: 12 457 Árbitro: FRA Benoît Bastien |

| 8 de setembro de 2019 | Finlândia       | 1 – 2     | Itália                            | Estádio de Tampere, Tampere               |
| 20:45                 | Pukki 72' (pen) | Relatório | Immobile 59' · Jorginho 79' (pen) | Público: 16 292 Árbitro: SCO Bobby Madden |

| 8 de setembro de 2019 | Grécia       | 1 – 1     | Liechtenstein | Estádio Olímpico, Atenas                     |
| 20:45                 | Masouras 33' | Relatório | Salanović 85' | Público: 3 445 Árbitro: AUT Alexander Harkam |

| 12 de outubro de 2019 | Bósnia e Herzegovina                              | 4 – 1     | Finlândia      | Estádio Bilino Polje, Zenica              |
| 18:00                 | Hajrović 29' · Pjanić 37' (pen), 58' · Hodžić 73' | Relatório | Pohjanpalo 79' | Público: 8 193 Árbitro: SVK Ivan Kružliak |

| 12 de outubro de 2019 | Itália                                | 2 – 0     | Grécia | Estádio Olímpico, Roma                      |
| 20:45                 | Jorginho 63' (pen) · Bernardeschi 78' | Relatório |        | Público: 56 274 Árbitro: RUS Sergei Karasev |

| 12 de outubro de 2019 | Liechtenstein | 1 – 1     | Armênia        | Rheinpark Stadion, Vaduz                  |
| 20:45                 | Frick 72'     | Relatório | Barseghyan 19' | Público: 2 285 Árbitro: ROU István Kovács |

| 15 de outubro de 2019 | Finlândia                   | 3 – 0     | Armênia | Veritas Stadion, Turku                        |
| 18:00                 | Jensen 31' · Pukki 61', 88' | Relatório |         | Público: 7 231 Árbitro: ESP Jesús Gil Manzano |

| 15 de outubro de 2019 | Grécia                              | 2 – 1     | Bósnia e Herzegovina | Estádio Olímpico, Atenas                 |
| 20:45                 | Pavlidis 30' · Kovačević 88' (g.c.) | Relatório | Gojak 35'            | Público: 4 512 Árbitro: GER Felix Zwayer |

| 15 de outubro de 2019 | Liechtenstein | 0 – 5     | Itália                                                                 | Rheinpark Stadion, Vaduz                     |
| 20:45                 |               | Relatório | Bernardeschi 2' · Belotti 70', 90+2' · Romagnoli 77' · El Shaarawy 82' | Público: 5 087 Árbitro: LVA Andris Treimanis |

| 15 de novembro de 2019 | Armênia | 0 – 1     | Grécia      | Estádio Republicano, Erevan                  |
| 18:00                  |         | Relatório | Limnios 35' | Público: 6 450 Árbitro: POL Paweł Raczkowski |

| 15 de novembro de 2019 | Finlândia                           | 3 – 0     | Liechtenstein | Telia 5G -areena, Helsinque                |
| 18:00                  | Tuominen 21' · Pukki 64' (pen), 75' | Relatório |               | Público: 9 804 Árbitro: FRA Benoît Bastien |

| 15 de novembro de 2019 | Bósnia e Herzegovina | 0 – 3     | Itália                                 | Estádio Bilino Polje, Zenica               |
| 20:45                  |                      | Relatório | Acerbi 21' · Insigne 37' · Belotti 52' | Público: 8 355 Árbitro: SUI Sandro Schärer |

| 18 de novembro de 2019 | Grécia                          | 2 – 1     | Finlândia | Estádio Olímpico, Atenas                  |
| 20:45                  | Mantalos 47' · Galanopoulos 70' | Relatório | Pukki 27' | Público: 5 453 Árbitro: RUS Aleksei Eskov |

| 18 de novembro de 2019 | Itália | 9 – 1     | Armênia     | Estádio Renzo Barbera, Palermo             |
| 20:45                  | Immobile 8', 33' · Zaniolo 9', 64' · Barella 29' · Romagnoli 72' · Jorginho 75' (pen) · Orsolini 78' · Chiesa 81' | Relatório | Babayan 79' | Público: 27 752 Árbitro: POR Tiago Martins |

| 18 de novembro de 2019 | Liechtenstein | 0 – 3     | Bósnia e Herzegovina        | Rheinpark Stadion, Vaduz                  |
| 20:45                  |               | Relatório | Ćivić 57' · Hodžić 64', 72' | Público: 2 993 Árbitro: TUR Halis Özkahya |